# Петер Якаб
Пѐтер (Пейтер) Я̀каб (на унгарски: Jakab Péter) е унгарски политик. Президент на Jobbik и член на унгарския парламент.

## Биография
Петер Якаб е роден на 16 август 1980 г. в Мишколц, Унгария. Завършва университета в Мишколц през 2004 г. От 2009 г. до 2010 г. е учител по история в гимназията в Кали, Мишколц.
Говори открито за своя еврейски произход. Прадядо му починал в Аушвиц, а баба му става християнка през 1925 г. и отглежда 11 деца в Месетур.
На парламентарните избори 2018 г. той бе избран за народен представител. От февруари до юни 2019 г. е заместник-ръководител на парламентарната група Jobbik. Става ръководител на парламентарната група Jobbik от юни 2019 г. На 25 януари 2021 г. Петър Якаб взе решение: ще участва в първичните избори като кандидат за министър-председател.